# Erythrus blairi
Erythrus blairi là một loài bọ cánh cứng trong họ Cerambycidae.